# Janet Echelman

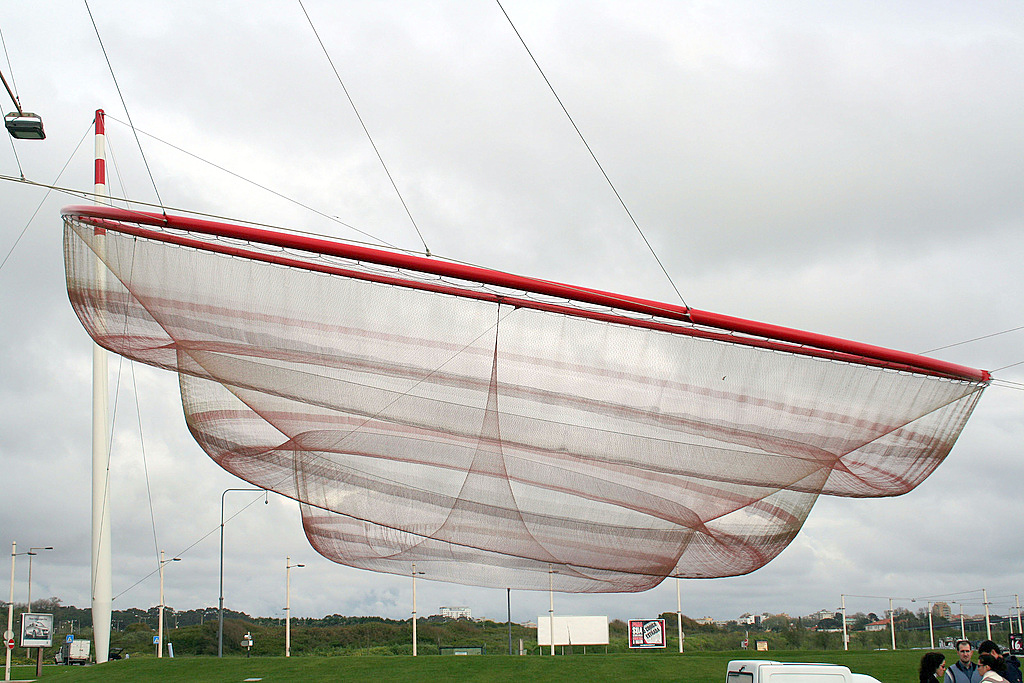
She Changes ou A Anémona, como é popularmente conhecida, na Praça da Cidade de Salvador, na zona de confluência entre o Porto e Matosinhos.

Janet Echelman (19 de fevereiro de 1966 (59 anos)) é uma escultora norte-americana.
Janet Echelman frequentou o Bard College e a Universidade de Harvard. Na sua primeira escultura pública, chamada Bellbottoms e realizada em Mahabalipuram, estado de Tamil Nadu, Índia, onde esteve na sequência de uma bolsa de estudo do programa Fulbright, usou pela primeira vez as redes que, entretanto, se tornaram uma constante na sua obra.

## Principais obras
- Hoboken September 11th Memorial (2007), em Nova Jérsia, Estados Unidos
- Expanding Club (2007), em Nova Iorque, Estados Unidos
- She Changes (2005), em Matosinhos-Porto, Portugal
- Target Swooping #5 (2004), em Roterdão, Países Baixos
- Road Side Shrine II (2002), em Nova Iorque, Estados Unidos
- Target Swooping Down (2001), em Madrid, Espanha